# Marty Barry
Temple de la renommée : 1965
Martin James Barry, surnommé Marty Barry, (né le 8 décembre 1905 à Québec, Québec - mort le 20 août 1969) est un joueur de hockey professionnel,.

## Carrière
Il a joué pour les Canadiens de Montréal, Red Wings de Détroit et les Bruins de Boston. Il remporte le Trophée Lady Byng en 1937 qui est remis annuellement au joueur de hockey sur glace considéré comme ayant le meilleur esprit sportif tout en conservant des performances remarquables dans la Ligue nationale de hockey. Il fut intronisé au temple de la renommée du hockey en 1965.

## Statistiques
| Saison     | Équipe                  | Ligue      |     | Saison régulière | Saison régulière | Saison régulière | Saison régulière | Saison régulière |    | Séries éliminatoires | Séries éliminatoires | Séries éliminatoires | Séries éliminatoires | Séries éliminatoires |
| Saison     | Équipe                  | Ligue      | PJ  | B                | A                | Pts              | Pun              | PJ               | B  | A                    | Pts                  | Pun                  |                      |                      |
| 1924-1925  | St. Anthony de Montréal | LHCM       | -   | -                | -                | -                | -                | -                | -  | -                    | -                    | -                    |                      |                      |
| 1924-1925  | Ste. Anne's de Montréal | LHPEC      | 1   | 0                | 0                | 0                | 0                | -                | -  | -                    | -                    | -                    |                      |                      |
| 1925-1926  | St. Anthony de Montréal | LHCM       | -   | -                | -                | -                | -                | -                | -  | -                    | -                    | -                    |                      |                      |
| 1926-1927  | Bell de Montréal        | LHCM       | -   | -                | -                | -                | -                | -                | -  | -                    | -                    | -                    |                      |                      |
| 1927-1928  | Arrows de Philadelphie  | Can-Am     | 33  | 11               | 3                | 14               | 70               | -                | -  | -                    | -                    | -                    |                      |                      |
| 1927-1928  | Americans de New York   | LNH        | 9   | 1                | 0                | 1                | 0                | -                | -  | -                    | -                    | -                    |                      |                      |
| 1928-1929  | Eagles de New Haven     | Cam-Am     | 35  | 19               | 10               | 29               | 54               | 2                | 0  | 1                    | 1                    | 2                    |                      |                      |
| 1929-1930  | Bruins de Boston        | LNH        | 44  | 18               | 15               | 33               | 34               | 6                | 3  | 3                    | 6                    | 14                   |                      |                      |
| 1930-1931  | Bruins de Boston        | LNH        | 44  | 20               | 11               | 31               | 26               | 5                | 1  | 1                    | 2                    | 4                    |                      |                      |
| 1931-1932  | Bruins de Boston        | LNH        | 48  | 21               | 17               | 38               | 22               | -                | -  | -                    | -                    | -                    |                      |                      |
| 1932-1933  | Bruins de Boston        | LNH        | 47  | 24               | 13               | 37               | 40               | 5                | 2  | 2                    | 4                    | 6                    |                      |                      |
| 1933-1934  | Bruins de Boston        | LNH        | 48  | 27               | 12               | 39               | 12               | -                | -  | -                    | -                    | -                    |                      |                      |
| 1934-1935  | Bruins de Boston        | LNH        | 48  | 20               | 20               | 40               | 33               | 4                | 0  | 0                    | 0                    | 2                    |                      |                      |
| 1935-1936  | Red Wings de Détroit    | LNH        | 48  | 21               | 19               | 40               | 16               | 7                | 2  | 4                    | 6                    | 6                    |                      |                      |
| 1936-1937  | Red Wings de Détroit    | LNH        | 47  | 17               | 27               | 44               | 6                | 10               | 4  | 7                    | 11                   | 2                    |                      |                      |
| 1937-1938  | Red Wings de Détroit    | LNH        | 48  | 9                | 20               | 29               | 34               | -                | -  | -                    | -                    | -                    |                      |                      |
| 1938-1939  | Red Wings de Détroit    | LNH        | 48  | 13               | 28               | 41               | 4                | 6                | 3  | 1                    | 4                    | 0                    |                      |                      |
| 1939-1940  | Canadiens de Montréal   | LNH        | 30  | 4                | 10               | 14               | 2                | -                | -  | -                    | -                    | -                    |                      |                      |
| 1939-1940  | Hornets de Pittsburgh   | IAHL       | 6   | 2                | 0                | 2                | 0                | 7                | 2  | 1                    | 3                    | 4                    |                      |                      |
| 1940-1941  | Millers de Minneapolis  | AHA        | 32  | 10               | 10               | 20               | 8                | 3                | 1  | 0                    | 1                    | 0                    |                      |                      |
| Totaux LNH | Totaux LNH              | Totaux LNH | 509 | 195              | 192              | 387              | 231              | 43               | 15 | 18                   | 33                   | 34                   |                      |                      |

## Honneurs et trophées
Ligue nationale de hockey
- Coupe Stanley en 1935-1936 et 1936-1937
- Première équipe d'étoiles en 1936-1937
- Match des étoiles en 1937-1938

## Transactions en carrière
- Le 27 octobre 1927 : signe avec les Americans de New York.
- Le 13 mai 1929 : réclamé par les Bruins de Boston des Americans de New York lors du repêchage inter-ligues.
- Le 30 juin 1935 : échangé aux Red Wings de Détroit par les Bruins de Boston ave Art Giroux en retour de Ralph Weiland et de Walter Buswell.
- Le 11 février 1940 : signe avec les Hornets de Pittsburgh dans la International American Hockey Ligue comme joueur autonome.